# 浙江杭州女子足球俱乐部
浙江杭州女子足球俱乐部成立于2007年底，是由浙江省体育局与杭州市体育局投资联办的女子足球俱乐部，采取“政府主导、企业赞助、市场运作、省队市办”的模式组建。球队以“浙江杭州女子足球队”为名代表浙江省参加每年的全国女足锦标赛、足协杯赛、联赛和四年一届的全国运动会等，代表杭州市参加四年一届的全国城市运动会。
俱乐部成年队在2010年获得了女足“足协杯”第七名。在2013年成年队打入全运会决赛阶段，此外还获得全国女足锦标赛第九名的成绩。